# Ервін Зелль
Ервін Зелль (нім. Erwin Sell; 3 травня 1915, Вессельбурен — ?) — німецький офіцер-підводник, оберлейтенант-цур-зее резерву крігсмаріне (1 березня 1943).

## Біографія
В 1940 році вступив на флот. З вересня 1941 року — командир корабля 12-ї флотилії форпостенботів. З червня 1942 по січень 1943 року пройшов курс підводника. З січня 1943 року — 2-й, з жовтня 1943 року — 1-й вахтовий офіцер на підводному човні U-960. В березні-червні 1944 року пройшов курс командира човна. В червні-липні — вахтовий офіцер на U-4. З 15 серпня 1944 по 13 травня 1945 року — командир U-1102.